# Eugène Van de Walle
Pour les articles homonymes, voir Van de Walle.
Eugène-Pierre Van de Walle, né le 28 septembre 1850 à Puurs et mort le 7 novembre 1916 à Haarlem, est un homme politique belge libéral.
Fin 1904, au cours de son mandat de sénateur, il déposa une proposition de loi visant à dispenser provisoirement de service militaire du service militaire "tous ceux qui, à l'âge de la milice, comptent au moins deux années de navigation effective sur mer et se préparent à l'obtention du brevet d'officier au long cours." (source : "L'Avenir du Luxembourg" du 01/01/1904) 

## Mandats
- Conseiller provincial d'Anvers : 1882-1884
- Membre du Conseil communal d'Anvers : 1885-1916
- Sénateur : 1904-1916
- Échevin d'Anvers : 1908-1909

## Sources
- P. Van Molle, Het Belgisch parlement, p. 12.

- Ressource relative à plusieurs domaines :   - ODIS